# Межигорский монастырь

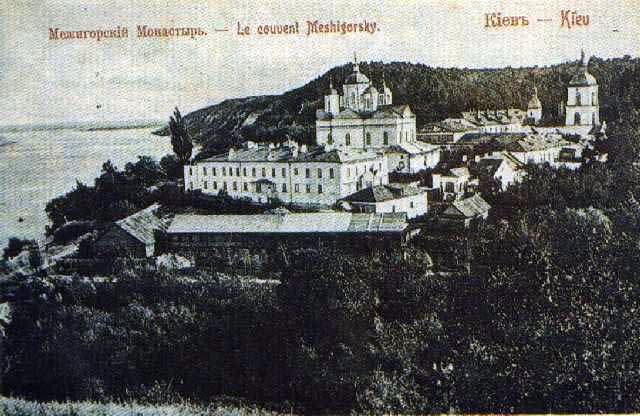
Межигорский монастырь на открытке начала XX века

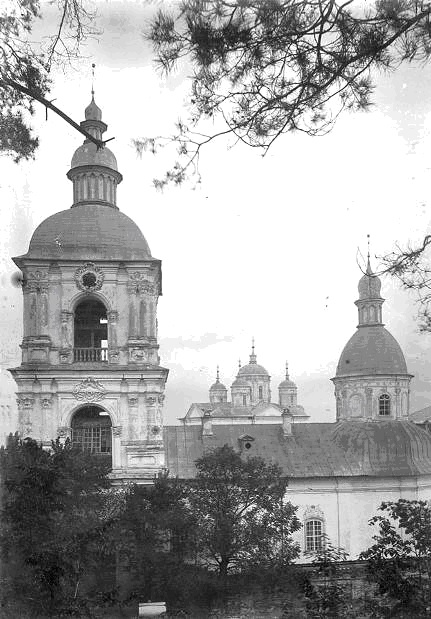
Вид монастыря в 1934 году

Межиго́рский Спа́со-Преображе́нский монасты́рь (укр. Межигірський Спасо-Преображенський монастир) — разрушенный православный монастырь, который находился в урочище Межигорье около села Новые Петровцы Вышгородского района Киевской области, на правом берегу Днепра, один из самых древних русских монастырей.
Монастырь, на горе Белый Спас, первоначально был мужским и был известен под именем Спасский или Спасов Белый. По разорении Батыем Киева, Вышгорода и самого монастыря, иноки были рассеяны, но после некоторого времени снова основали на новом месте новый монастырь Межигорский. Будучи важным религиозным оплотом Войска Запорожского, монастырь оставил после себя Межигорскую летопись и большое культурное наследие. Упразднён в 1787 году, в 1894—1918 годах действовал как женская обитель, в 1935 году окончательно разрушен, при строительстве загородной правительственной резиденции УССР. В настоящее время на его месте действует нововоссозданный мужской монастырь Православной церкви Украины, на начало XX столетия известной под именем Спасовщины.

## Легендарные начала
Монастырь появляется в источниках с конца XIV века, однако местное предание считает его одним из первых на Руси по времени основания. В церковной литературе можно даже встретить утверждения, что монастырь был основан прибывшими в Киев, вместе с первым митрополитом Михаилом в Х столетии греческими монахами.
В 1146 году князь Андрей Юрьевич Боголюбский, будучи удельным князем Вышгородским, построил в монастыре каменную церковь под именем Белого Спаса.
В 1154 году Юрий Долгорукий поделил территорию, окружающую монастырь, между своими сыновьями. Андрей Боголюбский, в 1155 году, захватив с собой греческий чудотворный образ Владимирской Богоматери, тайно от отца, уехал из Вышгорода в Суздальскую землю, где впоследствии стал князем.
По другим источникам, Андрей Боголюбский переместил монастырь в приднепровские холмы, давшие монастырю название — Межигорский. И именно из нового места расположения монастыря вывез в Суздальское княжество Владимирскую икону Богоматери.
По разорении ханом Батыем, во время монголо-татарского нашествия, города Вышгорода и монастыря (по другим источникам монастырь был полностью разрушен), монахи были рассеяны, но после некоторого времени снова основали монастырь, который уже находится на новом месте около перевоза через Днепр (на прямой дороге из Чернигова, через Моровск (Муровск), на Белгород). По преданию, в монастыре часто бывал былинный герой старый казак Илья Муромец, где он принял монашество. Поэтому у казаков этот монастырь был особо почитаем.

## В Великом княжестве Литовском
В XVI веке Межигорский монастырь часто терял и восстанавливал свои владельческие права. Покровителями монастыря в XV—XVI веках выступали православные князья Острожские.
В 1482 году монастырь был атакован крымскими татарами под предводительством Менгли I Герая. Его восстановление началось только через 40 лет. В 1523 году монастырь был передан Королю Польскому и Великому князю Литовскому Сигизмунду I. В 1555 году монастырь состоял из четырёх церквей, включая и одну пещерную церковь.
В 1604, 1609 и 1611 годах, на средства монастырского игумена Афанасия (наставника князя Константина Константиновича Острожского), старые монастырские строения разрушались, а новые строились на их месте. Можно встретить утверждение, что под его управлением монастырь получил звание второй лавры в Великом княжестве Литовском.

## Войсковой казачий монастырь
В XVII веке Межигорский монастырь стал религиозным центром Запорожского казачества, которое считало его войсковым, после разрушения Трахтемировского монастыря польской шляхтой. Отставные и старшие казаки из Войска Запорожского теперь приезжали в его стены, чтобы остаться здесь до конца своих дней. В то же время, затраты монастыря оплачивались с помощью казачьей Сечи.
Монастырь имел статус ставропигии Константинопольского Патриарха, который, по указу Петра I,  был отменён в 1703 году, но позднее был снова восстановлен в 1710 году.
Универсалом гетмана Богдана Хмельницкого от 21 мая 1656 года монастырю были переданы Вышгород и окрестные села с рудниками, усадьбами и угодьями. В результате универсал сделал Хмельницкого монастырским ктитором.
В 1676 году территория монастыря была сожжена после пожара, начавшегося в деревянном кафедральном соборе Преображения. Позднее, с помощью Ивана Савёлова (позже ставшего патриархом Московским Иоакимом), монаха, жившего в монастыре, монастырский комплекс был реконструирован. В 1678 году, с помощью казацкой общины, недалеко от монастырской больницы была построена Благовещенская церковь.
В 1683 году казачья рада постановила, что священнослужители в Покровском кафедральном соборе (главный храм Сечи) должны быть только из Межигорского монастыря. В 1691 году монастыри, расположенные вблизи Сечи, были переданы под контроль Межигорского монастыря, а Левковский мужской монастырь был приписан к Межигорскому ещё в 1690 году. Межигорский монастырь стал самым большим на Украине, когда в конце XVII века его возглавлял игумен, околичный шляхтич, Феодосий Васьковский.
В 1717 году большой пожар уничтожил значительную часть монастырских строений.

## В Российской империи
В 1735 году казаки вновь подтвердили статус войскового для этого монастыря. В 1774 году на средства последнего кошевого атамана Петра Калнышевского была реконструирована церковь святых апостолов Петра и Павла. Украинский архитектор Иван Григорович-Барский спроектировал некоторые здания, включая братский корпус.
Во время роспуска Войска Запорожского Екатериной II в 1775 году, монастырь был в плохом состоянии. Оставшиеся запорожские казаки вскоре оставили Запорожье и отправились на Кубань. Там они основали Кубанское казачье войско, которое существует до наших дней. Когда казаки ушли, то они взяли с собой несколько монастырских манускриптов, некоторые из которых и сейчас находятся в архивах Краснодарского края.

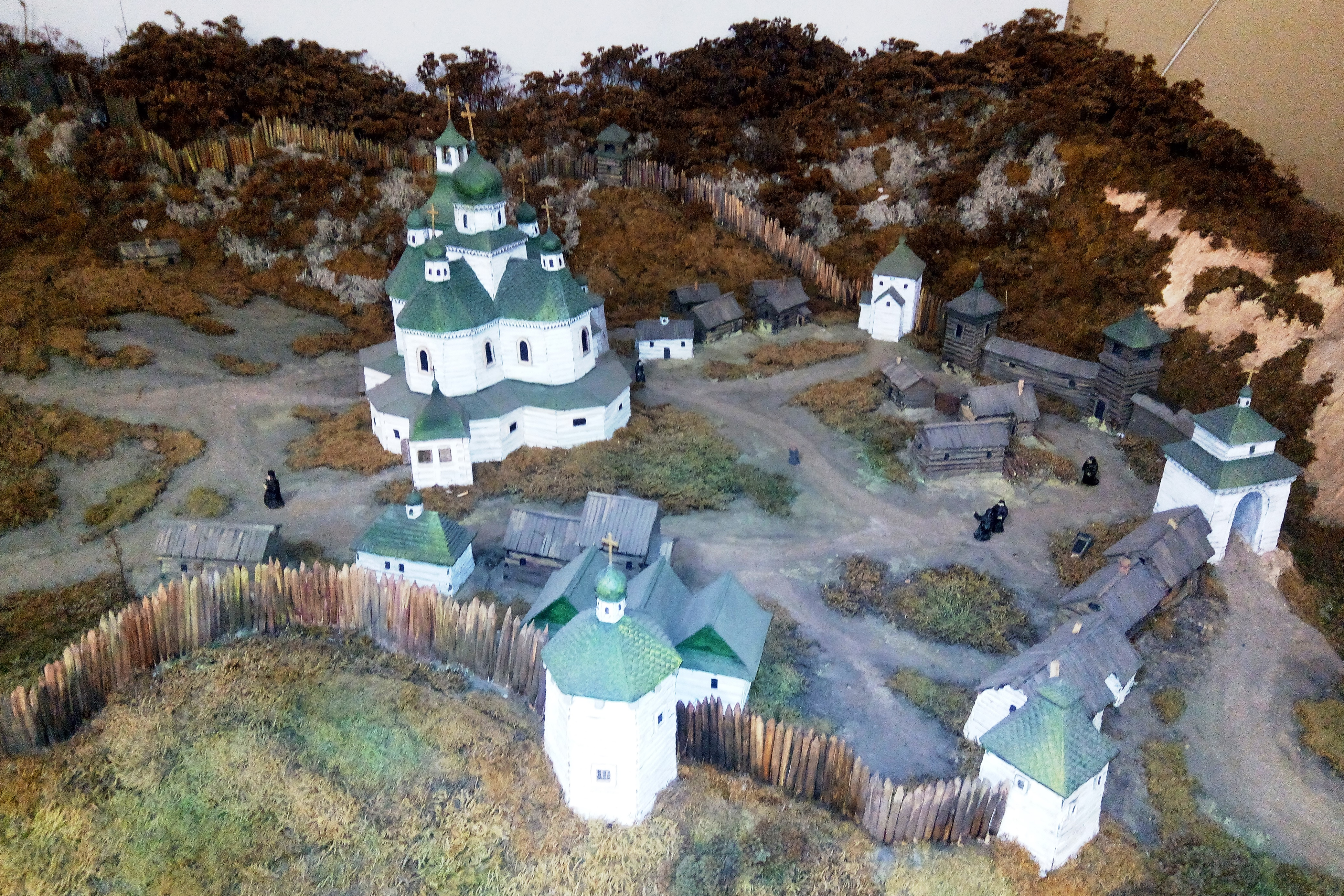
Макет монастыря из музея-заповедника "Битва за Киев в 1943 году" в Новых Петровцах

В 1787 году Екатерина II приехала в Киев и пожелала увидеть Межигорский монастырь, но она так и не смогла осуществить своё желание, потому что монастырь сгорел за ночь до её приезда.
В 1796 году немецкий инженер обнаружил, что на территории есть нужная для производства фаянса глина.
В период с 1798 по 1884 года на территории монастыря располагалась Межигорская фаянсовая фабрика.
В 1886 году, монастырь был возобновлён стараниями митрополита Платона, а в 1894 году обращён в женский.

## Лаврентий Похилевич о монастыре
Лаврентий Похилевич в «Сказании о населённых местностях Киевской губернии» (1864 год) пишет:

«Межигорье в 3 верстах выше Вышгорода по течению Днепра между горами. Это ныне казённая фаянсовая фабрика. Местоположение Межигорья отличается живописными своими видами и замечательно существовавшим здесь монастырём, основанным ещё в X веке монахами, прибывшими из Греции со святым Михаилом, первым митрополитом Киевским. Устроенная ими деревянная церковь Преображения Господня или Спаса находилась близ Вышгорода на горе, именуемой ныне Спащиной. Князь Андрей Юрьевич Боголюбский, будучи вышгородским удельным князем, построил в этом монастыре каменную церковь под именем Белого Спаса в 1160 году. По разорении Батыем Вышгорода и монастыря монахи долгое время скрывались в окрестных лесах и дебрях, которых и теперь довольно невдали от Вышгорода и Межигорья; потом избрали своим место пребыванием уединённую небольшую долину, окружённую со всех сторон горами, которые только у Днепра раздвигаются в виде широких ворот, пропускающих к реке ручейки, вытекающие из гор. Местность эта в древности без сомнения вся покрыта была густыми лесами. В этом лесистом ущелии монахи построили маленькую деревянную церковь во имя святителя Николая. В 1520 году некоторые старшины малороссийские испрашивали позволения у польского правительства возобновить Межигорский монастырь. Вследствие сего король Сигизмунд I привилегией 12 марта 1529 года, данной на имя киевского воеводы Немеровский, Андрей Якубович|Андрея Якубовича Немеровского, позволил означенный монастырь возобновить, окружные его владения возвратить под ведомство Мисаила Щербины, строителя и первого игумена возобновлённой обители. Стефан Баторий благодетельствовал монастырю, предписав в 1580 году киевскому ротмистру Касперу Стужинскому иметь ближайшее попечение о монастыре и не допускать его никому в обиду; причем даровал привилегию на безмытный проезд чрез Днепр и право сбора дани с сёл Петровец и Вышгорода по две кади мёду; дозволил монастырю делать канун (то есть варить и продавать хмельный мёд) три раза в год. С тех пор Межигорский монастырь начал застраиваться и другими зданиями и улучшаться более и более. В 1599 году перешедший из Москвы иеромонах Афанасий, при игумене Иосифе Копте, устроил три храма, истреблённые пожаром со всем монастырём в 1665 году. Московский патриарх Иоаким, признательный к месту первоначальных иноческих подвигов, потому что он постриженец Межигорского монастыря, не переставал благодетельствовать Межигорской обители и с высокого своего престола. Он построил в ней своим иждивением в 1690 году на место сгоревших деревянных каменную довольно обширную церковь, и ныне существующую, утвердил за монастырём право ставропигии или управления независимого ни от кого, кроме самого патриарха, и снабдил обитель некоторыми вотчинами. По присоединении Малороссии к Русской державе гетман Хмельницкий принял Межигорский монастырь в собственное покровительство; с того времени гетманы Запорожской Сечи назывались ктиторами монастыря, считавшегося войсковым, и запорожцы как его прихожане брали в свою Сечь отсюда иеромонахов для совершения христианских треб. Многие из запорожцев оканчивали здесь под чёрной рясой остальные дни свои в покаянии и молитвах; прочие своим усердием и богатыми вкладами заботились об обогащении войскового монастыря, так что числом вотчин и богатством он уступал только Печерской лавре. Ему принадлежали многие местечка и сёла по обеим сторонам Днепра: Вышгород, Петровцы, половина северная Козарович, Ясногородка, Глебовка, Лютеж по сю сторону Днепра; Бобровица, Мощаны, Чернин, Холм, Русанов, Плоское, Туровшина, Демидовцы, Демянчичи, Харьковцы (под Переяславлем), Ивановские Рудни по ту сторону. Кроме того, монастырю принадлежали подворья и дворы в Киеве, Переяславле, Остре. На многих местах взимаемы были в пользу его подорожные и перевозные пошлины. Во всех монастырских имениях дозволена была беспошлинная продажа горячего вина. Кроме того, монастырь имел свои виноградники и каждого лета киевские воеводы обязаны были давать в распоряжение и пользование его большой байдак. Монастыри Лебединский (в местечке Лебедин близ Чигирина), Самарский и Левковский находились в зависимости от Межигорского.
До 1709 года Межигорский монастырь управлялся игуменами, а с этого года учреждена в нём архимандрия со священнодействием архимандритов подобных лаврскому и с зависимостью от св. Синода.
Присовокупляем следующие заметки о Межигорском монастыре: в синодике монастыря, находящемся в библиотеке Киево-Софийского собора о обновлении Межигорского монастыря в предисловии сказано: иеромонах Афанасий, московский уроженец, пришёл к Киеву 1599 года и поселился в пустыне Межигорского монастыря с иноками Флавианом и Коментарем; построил три храма: а) во имя Петра и Павла, иже на вратах (1607); б) Николаевский с трапезой (1609); в) во имя Спасителя (1611) года, кои и освящены 1612 года, апреля 21 дня Неофитом, архиепископом болгарским. Того же года Афанасий скончался (7 мая) и погребён во храме Преображения, в притворе на правой стороне. По нём начальствовал иеромонах Герасим, скончавшийся 1623 года, 18 сентября и погребённый подле Афанасия. В синодике упоминаются настоятели монастыря по двум спискам, в следующем порядке:
 а) по первому списку:
Священно-инок Нифонт
Инок Онуфрий
Инок Автоном
Инок Сильвестр
Священно-инок Мисаил
Инок Иосиф
Священно-инок Иосиф
Священно-схимонах Афанасий
Священно-схимонах Герасим
Священно-схимонах Кирилл (Коментарь)
Священно-схимонах Стефан Борецкий
б) по второму списку:
Иеромонах Андриан
Иеромонах Вонифатий
Монах Автоном
Монах Онуфрий
Монах Сильвестр
Иеромонах Мисаил (Щербина)
Монах Иосиф (Бобрович) Копот
Иеромонах Иосиф
Иеро-схимонах Агафон (прежде схимы Афанасий, ум. 1612)
Иеро-схимонах Герасим (прежде схимы Гедеон, ум. 1623)
Иеро-схимонах Кирилл (Коментарь, ум. 1630)
Иеро-схимонах Стефан, ум. 1632
Иеро-схимонах Варнава, о коем сказано в другом месте, что он игумен сего монастыря, почи року 1630
Иеромонах Иов
Иеромонах Феодосий Васьковский, ум. 1669 г.
Иеромонах Филарет
В историческом сведении о сем монастыре (печ. Киев. 1830 года) из древних Межигорских игуменов упомянуты:
Герман (около 1075 г.)
Савва (1117 г.) и
Антоний (1499 г.)
Затем с 1709 года исчисляются уже архимандриты, начиная с Иродиона Жураковского, о коем заметки см. в Труд. Киев. Акад. за 1860 г., кн. II, стр. 245.
В 1786 году по Высочайшему указу 10 апреля монастырские имения поступили в казну, а штат монастыря назначен к переводу в Таврическую область; в следующем 1787 году монастырь снова опустошён пожаром ночью, накануне того самого дня, когда императрица Екатерина II, бывшая в то время в Киеве, хотела видеть сию живописную обитель, и окончательно упразднён. Недавно в одной из гор направо от дороги, идущей из Киева, открыта пещера значительной величины. Выскобленный на стене её 1700 год показывает, что её и прежде знали, но потом, когда вход завалили, забыли. В ней приметно была устроена и церковь, и есть места, обложенные кирпичом и плитами красного камня.
В 1796 году между пластами окружающих Межигорье гор замечена фарфоровая и фаянсовая глина, вследствие чего учреждена там, спустя два года, фаянсовая фабрика, в которой приписаны казённые крестьяне сёл Новых Петровец и Валков, а также 800 десятин казённого леса и 5 082 десятины прочих удобных и неудобных земель. До 1822 года фабрика была в ведении Киевского магистрата, а с этого года причислена к Императорскому кабинету. С этого времени фабрика на свой счёт перестроила древние монастырские здания, построила новые с затратой капитала до 153 000 руб. сереб., завела училище для крестьянских фабричных детей обоего пола, с 1857 года завела паровые машины для производства изделий и проч. На фабрике в настоящее время живёт до 80 человек обоего пола, из коих третья часть состоит из иноверцев: лютеран, римских католиков и евреев. В 1858 году по причине скудности доходов фабрика сдана в арендное содержание за 6 000 руб. серебром в год киевскому купцу Барскому с освобождением крестьян от обязательного труда и казённых лесов от поставки дров. В прежнее время фабрика ежегодно истребляла дров свыше 1 500 кубических саженей, одного овса для лошадей расходовалось 5 000 четвертей. Директор фабрики со штатом чиновников получал жалование от казны 6 000 рублей серебром да мастер, выписанный из Германии, 4 000. Фаянсовая посуда Межигорского изделия прежде славилась во всей России. В последнее время, по выписке иностранных мастеров, посуда делалась по общему убеждению, несравненно худшего достоинства. Зато усовершенствовано производство фаянсовых статуэток и других мелких изделий, особенно хорошо выделывались статуи нынешнего папы Пия 9-го, коими недавно обременялись полки в фабричных магазинах.
Вошло в обычай у киевлян хотя раз в лето съездить в Межигорье, чтобы питаться там чистым воздухом; по выражению одного киевского поэта и пить под тенью густолиственных дерев прозрачную воду из известного всем источника Звонки, получившего своё название по преданию оттого, что один из последних Межигорских архимандритов сзывал в соседнем пруде рыбок по звону колокольчика. Несколько раз в каждое лето учреждается увеселительная поездка из Киева в Межигорье на пароходе с оркестром музыки.

В настоящее время в Межигорской фабрике две каменные церкви: одна холодная во имя Преображения Господня, построенная иждивением патриарха Иоакима, другая тёплая во имя св. апостолов Петра и Павла, построенная иждивением Петра Кальниша, последнего кошевого атамана Запорожской Сечи. На ремонтное содержание обеих церквей отпускается из казны ежегодно по 219 руб. 54 коп.; на содержание же причта до 1861 года отпускалось из доходов фабрики: священнику 200, диакону, обязанному заведовать и приходским училищем, 75, дьячку 45, пономарю 35. Сверх того им назначены натурой квартиры и огороды. После перехода фабрики в арендное содержание отпуск жалованья причту прекращён. Но по указу св. Синода 31 декабря 1861 года для священнослужения в бывших монастырских церквах из штата Киево-Печерской лавры назначен один иеромонах и один послушник, с жалованием на счёт бывшей ремонтной суммы, первому 120 руб., второму 45 и на потребности церковные 54 руб. 54 коп.».

## Уничтожение
В 1933 году на месте монастыря началось строительство загородной правительственной резиденции. По некоторым сведениям, при проведении земляных работ было найдено подвальное помещение, заполненное древними рукописными книгами. В украинской прессе появились версии, будто книги могли быть утерянной библиотекой Ярослава Мудрого, хотя более вероятно, что они относились к более позднему периоду Запорожской Сечи. Единственное, что осталась от братского корпуса после сноса — это колодец.
Территория остаётся закрытой для публичного доступа, так как входит в режимную зону частного имения Президента Украины Виктора Януковича. При советской власти эта территория служила резиденцией Леониду Брежневу и Владимиру Щербицкому.

## Возрождение
14 июня 2011 года Синод УПЦ установил начать возрождение монастыря и назначил наместником архимандрита Никона (Русина).
В 2012 году утвердили новый генплан села Новые Петровцы, где было выделено место для строительства (реконструкции) монастыря. Осенью 2012 года проводился тендер на проект реконструкции монастыря, который выиграла архитектурная мастерская. В кратчайшие сроки, с использованием архивных чертежей, фотографий, материалов, предоставленных настоятелем и приобретенных в антикварных и букинистических магазинах, был подготовлен проект и начато строительство, заложены первые здания комплекса, но осложнения в политической ситуации в стране не позволили продолжить строительство.
5 декабря 2019 года Священный синод Православной церкви Украины принял решение о учреждении монастыря.
25 декабря 2020 года предстоятелем ПЦУ митрополитом Киевский и всея Украины Епифанием совершено освящение нового Спасо-Преображенского храма на территории монастыря.

## Монастырь в литературе
Монастырь был упомянут в одном из стихов Тараса Шевченко, «Чернец», написанном в 1846 году, а также в повести Н. В. Гоголя «Тарас Бульба», опубликованной в 1835 году.